# Маттапони

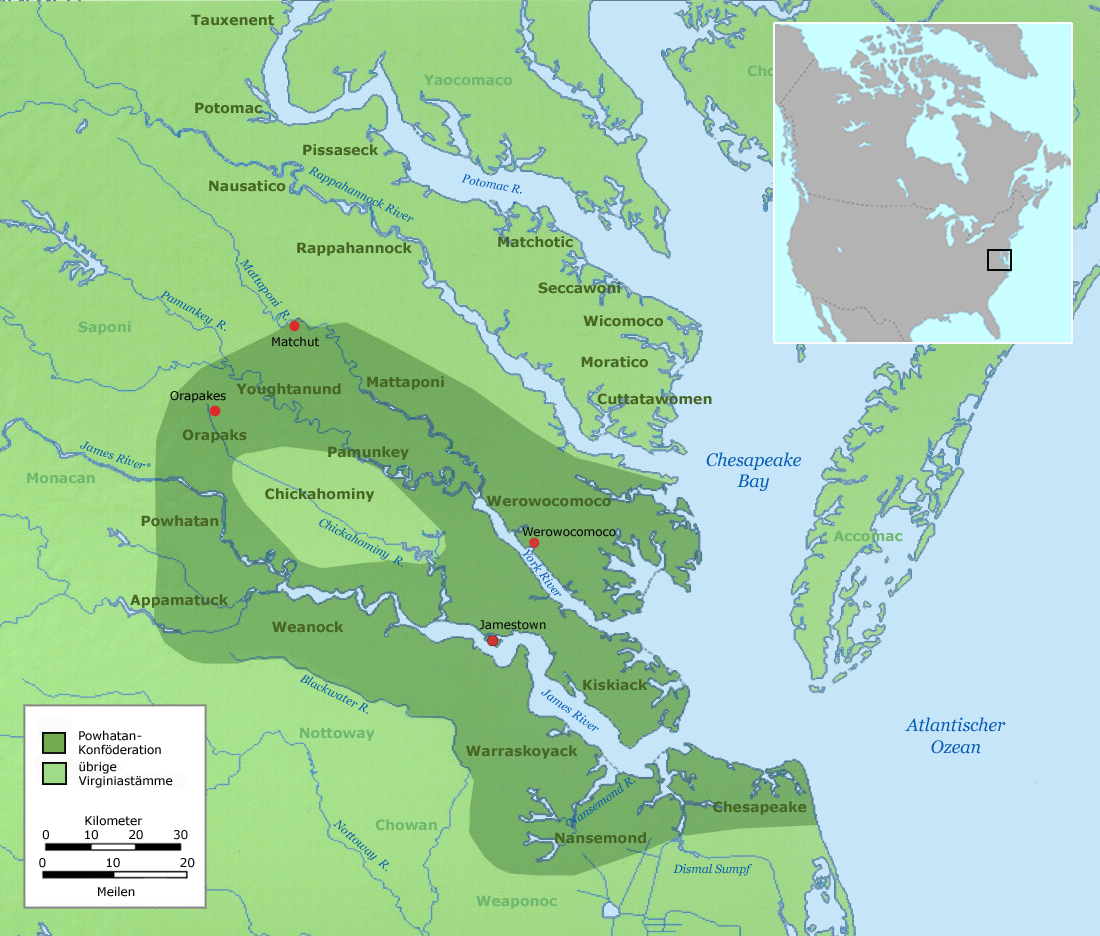
Традиционная территория маттапони и соседних племён

Маттапони (англ. Mattaponi) — племя североамериканских индейцев алгонкинской языковой группы, являлось одним из шести основных племён Поухатанской конфедерации. Традиционные земли племени находились в прибрежном регионе вдоль реки Маттапони на территории современного американского штата Виргиния. Маттапони одно из двух индейских племён Виргинии, которое имеет резервацию ещё с колониальных времён.

## История
Индейцы маттапони классифицируются как ветвь племени паманки. Они имеют не только абсолютно идентичную культурную основу, но и являются членами одного и того же первоначального политического объединения.
В 1607 году английский исследователь и путешественник Джон Смит встретился с представителями маттапони и составил первое документально оформленное письменное сообщение о контактах англичан с племенем. Он отметил, что они жили вдоль реки Маттапони и их главное поселение называлось Матапамиент. Маттапони были одним из шести основных племён поухатанской конфедерации, политического союза алгонкинских племён во главе с верховным вождём.
Во время второй англо-поухатанской войны 1644—1646 годов маттапони бежали со своей традиционной территории и укрылись в высокогорье вдоль реки Пискатауэй-Крик. С прекращением военных действий племя постепенно вернулось на свою родину. В 1646 году, по завершении англо-поухатанской войны, племена поухатанской конфедерации подписали свой первый договор с англичанами. По договору англичане определили племена как данников; они выделили резервации для нескольких племён в обмен на требование ежегодной уплаты дани дичью и рыбой. В 1658 году актом Генеральной ассамблеи Виргинии была создана индейская резервация Маттапони на западных берегах реки Маттапони.
Во время восстания Бэкона маттапони были одним из нескольких племён, подвергшихся нападению колониального ополчения. Через некоторое время после того, как восстание закончилось в 1677 году, и лидер паманки Кокакоске подписала договор 1677 года, маттапони вернулись обратно в их резервацию. Договор подтвердил ежегодные выплаты дани и включил сиуанские и ирокезские племена Виргинии в число индейцев-данников колониального правительства. Правительство Виргинии выделило больше земель для индейских резерваций, но потребовало от них, в свою очередь, признать, что они и их народы были подданными короля Англии.
На протяжении XVIII и XIX веков маттапони смешивали свои родные традиции с английскими обычаями и в основном приняли христианство. Томас Джефферсон писал, что к концу XVIII века «маттапони утратили свой язык и сократили добровольной продажей свои земли почти до 50 акров».

## Современное положение
На протяжении XX века племя маттапони и его резервация неоднократно признавались губернаторами и генеральными прокурорами штата Виргиния. У племени есть традиционное правительство и совет племени, который контролирует дела резервации. Кроме того, часть маттапони долгое время жила за пределами резервации в деревне под названием Адамстаун, расположенной в верховьях реки Маттапони. В записях, датируемых XVII веком, эта территория была идентифицирована как индейская земля. В 1921 году эта группа официально организовалась как верхние маттапони. Они были признаны штатом и владеют 32 акрами земли в округе Хановер. 12 января 2018 года верхние маттапони получили федеральное признание.
Согласно переписи населения США в 2010 году было 523 маттопони.